# Adoro te devote
Az Adoro te devote egy eucharisztikus himnusz, Aquinói Szent Tamás éneke az Oltáriszentséghez. Szigorúan véve inkább Szent Tamás személyes eucharisztikus imája, mint egy himnusz. A legkorábbi bizonyíték arra, hogy megzenésítve himnuszként használták, csak a XVII. századból létezik.

## Latin szöveg és magyar fordítás
| latin szöveg | magyar fordítás |
| --- | --- |
| Adoro te devote, latens Deitas, quæ sub his figuris vere latitas; tibi se cor meum totum subjicit, quia te contemplans totum deficit. Visus, tactus, gustus in te fallitur, sed auditu solo tuto creditur. Credo quidquid dixit Dei Filius; Nil hoc verbo veritatis verius. In cruce latebat sola deitas, at hic latet simul et humanitas, ambo tamen credens atque confitens, peto quod petivit latro pœnitens. Plagas sicut Thomas non intueor: Deum tamen meum te confiteor. Fac me tibi semper magis credere, in te spem habere, te diligere. O memoriale mortis Domini! Panis vivus, vitam præstans homini! Præsta meæ menti de te vivere, et te illi semper dulce sapere. Pie Pelicane, Jesu Domine, me immundum munda tuo sanguine: cujus una stilla salvum facere totum mundum quit ab omni scelere. Jesu, quem velatum nunc aspicio, oro, fiat illud quod tam sitio: ut te revelata cernens facie, visu sim beatus tuæ gloriæ. Amen. | Imádlak és áldlak, Isten, rejtelem! Kenyér- és borszínben titkon vagy jelen. Néked szívem, lelkem átadja magát, mert Téged szemlélve elveszti magát. Látás, ízlés, érzék megcsalódhatik, de a hallás rólad hittel biztosít: hiszem azt, mit hinnem Isten Fia szab, igéd igazánál mi van igazabb?! A keresztfán rejtéd Isten-voltodat, itt a színek rejtik emberarcodat, de én mind a kettőt hiszem s vallhatom, kérve, amit kért a bűnbánó lator. Ahogy Tamás látta, nem látom sebed, mégis Istenemnek vallak tégedet. Add, hogy egyre jobban hinni tudjalak, tebenned reméljek, s téged vágyjalak. Urunk halálára emlékeztető áldott Kenyér, élő s embert éltető! Add, hogy éljen lelkem belőled csupán, s jóízét tebenned ne veszítse szám! Kegyes Pelikánom, Uram Jézusom! Szennyes vagyok, szennyem véreddel mosom. Elég volna egy csepp, hogyha hullna rá. Világ minden bűnét meggyógyítaná. Jézus, kit csak rejtve szemlélhetek itt! Mikor lesz, hogy szomjas vágyam jóllakik? Hogy majd fátyol nélkül nézve arcodat, leljem szent fényedben boldogságomat! Ámen. |

A magyar fordítást Babits Mihály készítette.
A latin szövegnek számos változata ismert, apró eltérésekkel egyes szavaknál, azonban nem változik a sorok, versszakok jelentése, értelme.

## Magyarázat[4]
Mély hittani tartalmat és bensőséges vallásos érzést csodálatosan egyesítő vers.

### 1. versszak
Teljes önátadás, önmagunkról való megfeledkezés.

### 2. versszak
„A hit hallásból ered” (Róm 10,17): az Igazság szavára nyugodtan rábízhatjuk magunkat.

### 3. versszak
Bár Krisztus istenemberi jelenléte az Oltáriszentségben a szemnek nem látható, de ugyanolyan valóságos és ugyanolyan üdvöthozó, mint volt istensége a keresztfán emberségének színe alatt. A jobb lator: az üdvösségközlés első fölvevője.

### 4. versszak
Tamás, a kétkedő apostol az Úr eszköze volt, hogy minket megerősítsen a hitre.

### 5. versszak
A kenyér: élő áldozati test, mely „értünk adatik”, s a feltámadás erejében éltető táplálék.

### 6. versszak
A bor: Urunk kiontott vére, mellyel úgy táplál bennünket, ahogyan a pelikán-madár kicsinyeit: önmagát sebzi fel, hogy vérével itassa őket.

### 7. versszak
Most még csak a hit szemével, rejtve, mintegy fátyol mögött látjuk Őt, de az Eukarisztia már előre jelzi és ízleli a jövendő színről-színre látást (vö. 1 Kor 12). Jézus megígérte, hogy az üdvösségterv teljes véghezvitele után ismét együtt fog étkezni övéivel (Mk 14, 22-25).

## Liturgikus használata
Általában, mint egy eucharisztikus himnuszt, áldozáskor vagy szentségimádáskor éneklik. Néha a hatodik verset („Pie Pelicane, Jesu, Domine”), mint egy különálló, rövidebb himnuszt is alkalmazzák.
A Himnusz számos felvétele fellelhető a YouTube-on, egy hagyományos előadása meghallgatható itt: Adoro Te Devote - Catholic Hymns, Gregorian Chant

## Fordítás
Ez a szócikk részben vagy egészben  az   Adoro te devote című angol Wikipédia-szócikk ezen változatának fordításán alapul.  Az eredeti cikk szerkesztőit annak laptörténete sorolja fel. Ez a jelzés csupán a megfogalmazás eredetét és a szerzői jogokat jelzi, nem szolgál a cikkben szereplő információk forrásmegjelöléseként.